# Chaetocnema breviuscula
Chaetocnema breviuscula är en skalbaggsart som först beskrevs av Franz Faldermann 1837.  Chaetocnema breviuscula ingår i släktet Chaetocnema, och familjen bladbaggar. Arten har ej påträffats i Sverige.